# Отяково (Московская область)
Отяково — деревня в Можайском районе Московской области, в составе городского поселения Можайск. Численность постоянного населения по Всероссийской переписи 2010 года — 105 человек, в деревне числится 1 садовое товарищество. До 2006 года Отяково входило в состав Кожуховского сельского округа.
Деревня расположена в центральной части района, у истоков реки Ведомка (правый приток Москвы-реки), примерно в 1 км к юго-востоку от Можайска, высота центра над уровнем моря 204 м. Ближайшие населённые пункты — посёлок Строитель и Рыльково.